# یواس‌اس میدوی (ای‌جی-۴۱)
یواس‌اس میدوی (ای‌جی-۴۱) (به انگلیسی: USS Midway (AG-41)) یک کشتی بود که طول آن 238' 8" بود. این کشتی در سال ۱۹۲۱ ساخته شد.